# ゲラ・レジャヴァ
ゲラ・ギオルギス・ゼ・レジャヴァ（グルジア語: გელა გიორგის ძე ლეჟავა、グルジア語ラテン翻字: Gela Giorgis dze Lezhava、1936年9月1日 – ）は、ジョージアの医師、医学者。

## 生い立ち
1960年にトビリシ国立医科大学の医学部を卒業。1965年に準博士となり、1973年に医学博士号を取得。

## 共産党員としての活動
1965年よりソビエト連邦共産党党員。1973年よりグルジアSSR共産党中央委員会で地区長となり、1978年までグルジア共産党中央委員会でさまざまな役職を歴任した。1976年からはアディゲニ地区委員長代行、ボルジョミ地区書記長。1978年から1986年までグルジアSSR保健大臣を務めた。

## 医学者としての活動
1960年から1973年まで臨床実験神経学研究所に研究員として勤務。1986年から1993年まで精神医学研究所でナルコロジー医学生物学部長。1993年から2001年まで新設のナルコロジー科学研究所で所長。2000年よりナルコロジー会長。2008年からは保健省・国立疾病管理公衆衛生センターにてナルコロジー情報プログラム調整官。

## 業績
- 『視覚系中毒のメカニズムの電気生理学的研究』（1968年）
- 『ソビエト・ジョージアの公衆衛生』（1984年）
- 『悪習慣と病気』（1986年）
- 『薬物中毒の医学的・生物学的および哲学的・道徳的な側面』（1995年）
- 『ナルコロジー』（2001年）
- 『薬物中毒―現象の分析』（2003年）

## 所属協会
- ナルコロジー科学研究所監査委員会委員長（2001年–2008年）
- 雑誌『ナルコロジー』編集委員（2007年–）
- 雑誌『ジョージア学』編集委員（2007年–）

## 栄誉
- 1995年 - 名誉記章勲章（グルジア語版）
- 1997年 - 名誉勲章（グルジア語版）
- 2001年 - アメリカ伝記学会『今年の人物』